# Het vliegende hart
Het vliegende hart is het zevenentwintigste stripverhaal uit de reeks van Suske en Wiske. Het is geschreven door Willy Vandersteen en gepubliceerd in de gezinskrant De Bond van 14 december 1952 tot en met 27 december 1953. Het uitwerken van de achtergronden werd verzorgd door Karel Boumans.
De eerste albumuitgave was in 1971 in de CISO-reeks. In de Vierkleurenreeks is dit verhaal nooit als op zichzelf staand album uitgebracht. Het werd in 1982 in één album uitgegeven samen met De snoezige Snowijt. Het album in kwestie kreeg volgnummer 188. In 1995 verscheen Het vliegende hart opnieuw in de reeks Suske en Wiske Klassiek.
Dit was het derde Suske en Wiske-verhaal dat zich grotendeels op het fictieve eiland Amoras afspeelde, na Het eiland Amoras en De stalen bloempot.

## Locaties
- België, Vlaanderen, Amoras, heuvels, paleis, kathedraal

## Personages
- Suske, Wiske, tante Sidonia, Lambik, herbergier, heks, Komplaas (de notaris), Prinsesje zonder naam, prins Koenrad, prinses

## Uitvindingen
- De gyronef

## Verhaal
Lambik gaat een hond voor Suske en Wiske kopen, maar komt thuis met een papegaai. Het dier spreekt over “Amoras verlossen” en een “prinsesje zonder naam”. Als Lambik de papegaai wil vangen, gaat dit mis en hij roept “Miljaar”. Tante Sidonia wil niet dat hij de vogel lelijke woorden leert. 
Suske, Wiske en tante Sidonia besluiten met de Gyronef naar Amoras te vertrekken. Lambik gaat op het laatste moment ook mee. De vrienden botsen tegen de kathedraal van Amoras en komen bij de klok terecht. Lambik komt per toeval bij twee mannen in de toren en krijgt een pakketje in handen geduwd. Het blijkt een bom te zijn als de mannen wegrennen. Lambik vraagt de herbergier of hij het Prinsesje zonder naam kent. Even later komen twee gewapende mannen binnen, maar dan ontploft de bom. De vrienden kunnen de aanvallers overmeesteren. Lambik krijgt een speciale borrel, dit blijkt een toverdrank te zijn. Eén man kan ontsnappen. Een schildwacht vindt Lambik onbeweeglijk bij het standbeeld van Sus Antigoon en de mannen willen Lambik radbraken. De ontsnapte man laat de papegaai los. Lambik kan ontsnappen en volgt de papegaai naar een galjoen. 
Suske, Wiske en tante Sidonia vinden het prinsesje. Zij vertelt dat er op haar zevende verjaardag slecht nieuws kwam: haar vader was met het galjoen vergaan, en haar oom liet haar moeder een slaapdrank drinken. Het prinsesje werd zelf blind en de volgende dag bleek haar moeder verdwenen te zijn. 
De vrienden willen het meisje naar een dokter in Vlaanderen brengen, maar ze worden gevangengenomen door de mannen in capes. Lambik krijgt opnieuw een drankje en wordt overboord gegooid, maar per toeval komt hij terecht in het ruim bij zijn vrienden. De vrienden kunnen de boeven overmeesteren en komen dan in een draaikolk terecht.
De notaris wordt bewusteloos gemept en krijgt dan een drankje, waardoor hij verandert in een zwarte gans. De heks vliegt op een bezemsteel en Lambik eet een eitje van de zwarte vogel. Dan blijkt hij opnieuw in de macht van de heks en wordt met een kanonskogel afgeschoten. Als Lambik samen met de heks op het dek terechtkomt, is hij weer normaal. De zwaargewonde heks vertelt voordat ze sterft nog dat er drie nachtplanten in de heuvels van Amoras groeien. De vrienden gaan met het galjoen naar het eiland. Suske, Wiske en Lambik gaan op zoek naar de nachtplanten. 
De vrienden ontmoeten een sprekende beer en ontmaskeren de herbergier, een medeplichtige van de notaris. De man sluit Suske en Wiske op in een kooi en stopt Lambik in een zak. Als er een andere beer arriveert, kruipt hij zelf in de kist en gooit Suske en Wiske eruit. De beer schopt de herbergier uit het huisje en dan blijkt het tante Sidonia te zijn. De vrienden vullen de zak met planten en gaan terug naar het prinsesje, de papegaai komt ook en brengt de vrienden naar de herberg. De vrienden kunnen voorkomen dat de herbergier het toverboek in de haard verbrandt en de gans verandert weer in de notaris. De vrienden gaan naar de kathedraal en Lambik, die een haan is geworden, kan naar de spits komen en valt van de windhaan. De vrienden lezen de tekst op de halfverbrande pagina, waarna het goedje maken en dit over Lambik heen gooien. Lambik krijgt zijn normale uiterlijk terug. Ook een torenduif wordt weer mens en stelt zich voor als prins Koenrad. Prins Koenrad neemt Lambik mee naar zijn paleis, maar de mannen worden neergeslagen als ze naar binnen moeten gaan.
De vrienden hebben de Gyronef in de kathedraal hersteld en komen ook aan bij het paleis. Prins Koenrad ziet zijn dochtertje en merkt dat zij blind is. Suske en Wiske kunnen de notaris en de herbergier gevangennemen en ze snappen nu dat de papegaai de moeder van het prinsesje is. Ze gieten toversap op het dier, maar ze verandert eerst niet. Als Lambik “één, twee, drie, hup” roept (deze tekst blijkt op het ontbrekende gedeelte van de halfverbrande pagina te staan) krijgt de papegaai alsnog weer een menselijk uiterlijk. Het prinsesje kan weer zien nu haar moeder is teruggekeerd in menselijke gedaante. 
Omdat het net kerst is geweest, besluit het koninklijk gezin om de herbergier en de notaris te vergeven. De vrienden gaan met de Gyronef weer naar huis.